# Ced (auteur)
Pour les articles homonymes, voir Ced.
Cédric Asna, dit Ced, est un auteur de bande dessinée français né le 24 octobre 1981 à Foix (Ariège).

## Biographie
Il étudie les arts appliqués à Toulouse avant d’exercer des emplois de graphiste commercial dans plusieurs entreprises. En 2005, il crée son blog BD qui est repéré par les créateurs du site communautaire 30 jours de BD ; il fait partie des auteurs publiés sur le site, puis aux éditions Makaka qui en sont issues.
Il travaille comme dessinateur (Contes à dormir debout 1 et 2, Alcibiade et la couronne du roi, Un an sans internet) mais aussi comme scénariste (Le Couple - Manuel de survie, Le passeur d’âmes).
Sa collaboration avec Waltch sur l’album Le passeur d’âmes leur vaut d’être sélectionnés au festival d’Angoulême 2012 dans la section jeunesse. En 2015, lors du Salon de la bande dessinée à Périgueux, Ced reçoit le prix des collégiens.
En 2018, il participe au numéro n°4200 du magazine Spirou, un numéro spécial intitulé Défenseur des droits de l’Homme, élaboré en partenariat avec l’Organisation des Nations Unies.
En 2024, sa collaboration avec Stivo sur l'album Wishlist leur vaut d'être sélectionné au Prix Gotlib 2024.
Ced vit à Toulouse où il continue sa carrière de blogueur et d’auteur de BD.

## Œuvres

### Albums
- Contes à Dormir Debout, scénario, dessin et couleurs, Makaka éditions

1. Contes à dormir deb, 2007
2. La Prophétie du Chat Botté, 2009

- Alcibiade et la Couronne du Roi, dessin et couleurs, avec Fred Duprat (scénario), Carabas, 2009
- Un an sans Internet, scénario, dessin et couleurs, Makaka éditions, 2011
- Le Couple - Manuel de survie, scénario, avec Lychen (dessin et couleurs), Delcourt, 2011[6]
- Le Passeur d’âmes, scénario, avec Waltch (dessin et couleurs), Makaka éditions

1. Charon & Fils, 2011
2. La Porte des mondes, 2013

- Wikipanda - Encyclopédie animalière farfelue, scénario, dessin et couleurs, Makaka éditions

1. Tome 1, 2013[7]
2. Tome 2, 2014

- Sherlock Holmes - La BD dont vous êtes le héros, Makaka éditions

1. Sherlock Holmes, scénario, dessin et couleurs, 2013
2. Quatre enquêtes de Sherlock Holmes, scénario, dessin et couleurs, 2014
3. Sherlock Holmes & Moriarty associés, scénario, avec Boutanox (dessin) et Damien Gay (couleurs), 2015
4. Le défi de Irène Adler, scénario et dessin, 2016
5. L'ombre de Jack l'Eventreur, 2017
6. Enquêtes internationales, avec Boutanox (dessin) et Damien Gay (couleurs), 2018

- Lilly Sparrow contre l'apocalypse, scénario, avec Ztnarf (dessin et couleurs), Makaka éditions, 2014[8]
- A.S.T., scénario, avec Jean-Philippe Morin (dessin et couleurs), Sarbacane

1. L'Apprenti Seigneur des Ténèbres, 2014
2. Encore plus méchant !, 2015
3. Bas les masques !, 2016[9]
4. Le Feu aux trousses !, 2017
5. Aventures baveuses, 2018[10]

- Mystery, scénario, avec Stivo (dessin et couleurs), Makaka éditions

1. Journal d'un super-héros, 2015
2. La Relève, 2016
3. Passé décomposé, 2018

- Rikk & Frya, scénario, avec Ztnarf (dessin et couleurs), Sarbacane

1. La chasse au Kraken, 2017  (ISBN 978-2-84865-989-3)
2. Les géants de glace, 2018  (ISBN 978-2-377-31127-9)

- Hôtel Pennington, scénario, avec Iléana (dessin et couleurs), Makaka éditions, 2018
- Jack et le Jackalope, scénario, avec Mino (dessin), Makaka éditions, 2019[11]
- Lolicornes, scénario, avec Waltch (dessin) et Gorobei (couleurs)

1. La Grise-mine, 2021
2. La Grande Licorne Rose Invisible, 2021
3. Loliland vs le Monde réel, 2022

- Tilda sur les toits, scénario, avec Karine Bernadou (dessin et couleurs), Milan

1. Le Masque et la fée, 2019[12]
2. Le Maître du Mal, 2020
3. L'Herbe à Fée, 2021
4. Le Royaume abandonné, 2022
5. Masque Off, 2023

- Marvelouze, scénario, avec Stivo (dessin et couleurs), Jungle, 2022
- Tilly Zorus, scénario, avec Gorobei (dessin et couleurs), Auzou

1. La ferme aux dinos, 2022
2. Dinos en cavale, 2023
3. La dino-mension, 2024

- Wishlist, scénario, avec Stivo (dessin et couleurs), Dupuis, 2023

1. Mon démon favori, 2023
2. Le caïd du lycée, 2023

- Marvelouze tome 2, scénario, avec Stivo (dessin et couleurs), Jungle, 2023
- Spiderlouze tome 1, scénario, avec Stivo (dessin et couleurs), Jungle, 2024
- StarNaze tome 1, scénario, avec Christo (dessin et couleurs), Jungle, 2024